# شهرستان پارنو
شهرستان پارنو (به استونیایی: Pärnu maakond) یکی از شهرستان‌های کشور استونی است.
این شهرستان در سال ۲۰۱۱ میلادی ۸۸٬۳۲۷ نفر جمعیت داشته‌است و مرکز آن شهر پارنو است.

## نگارخانه

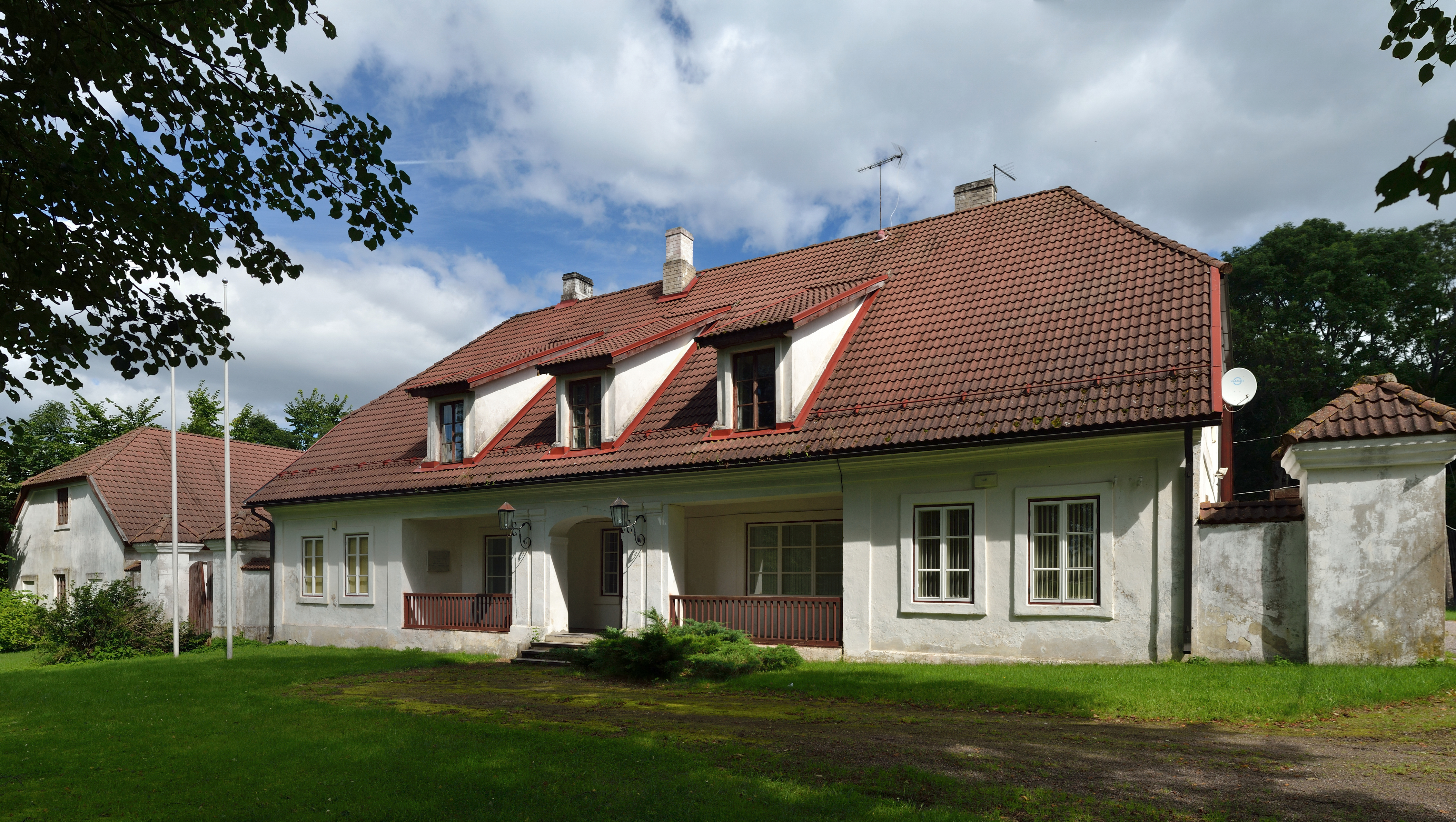
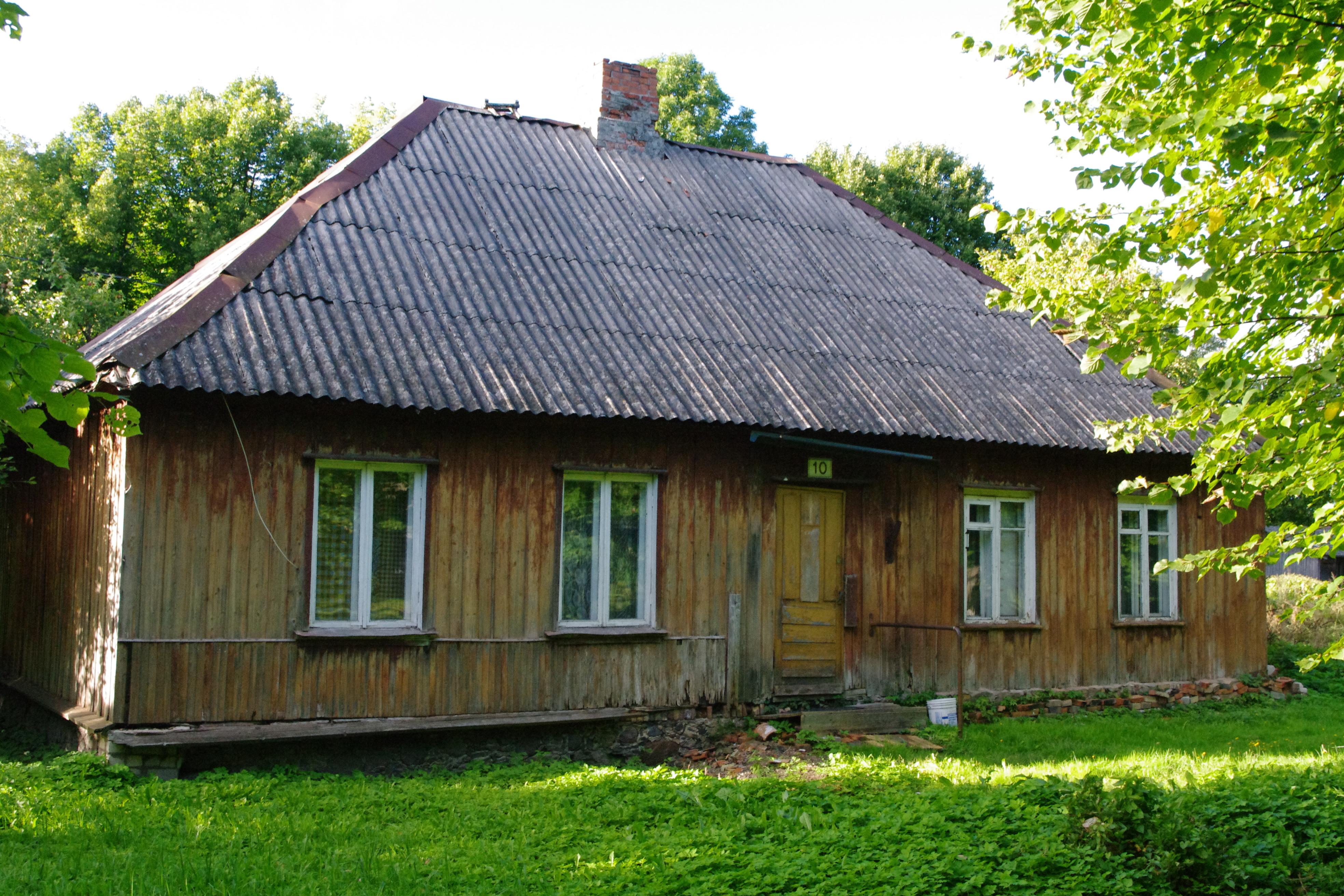
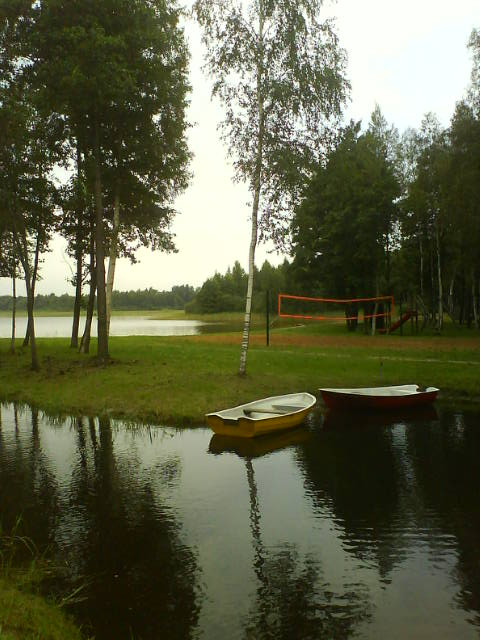
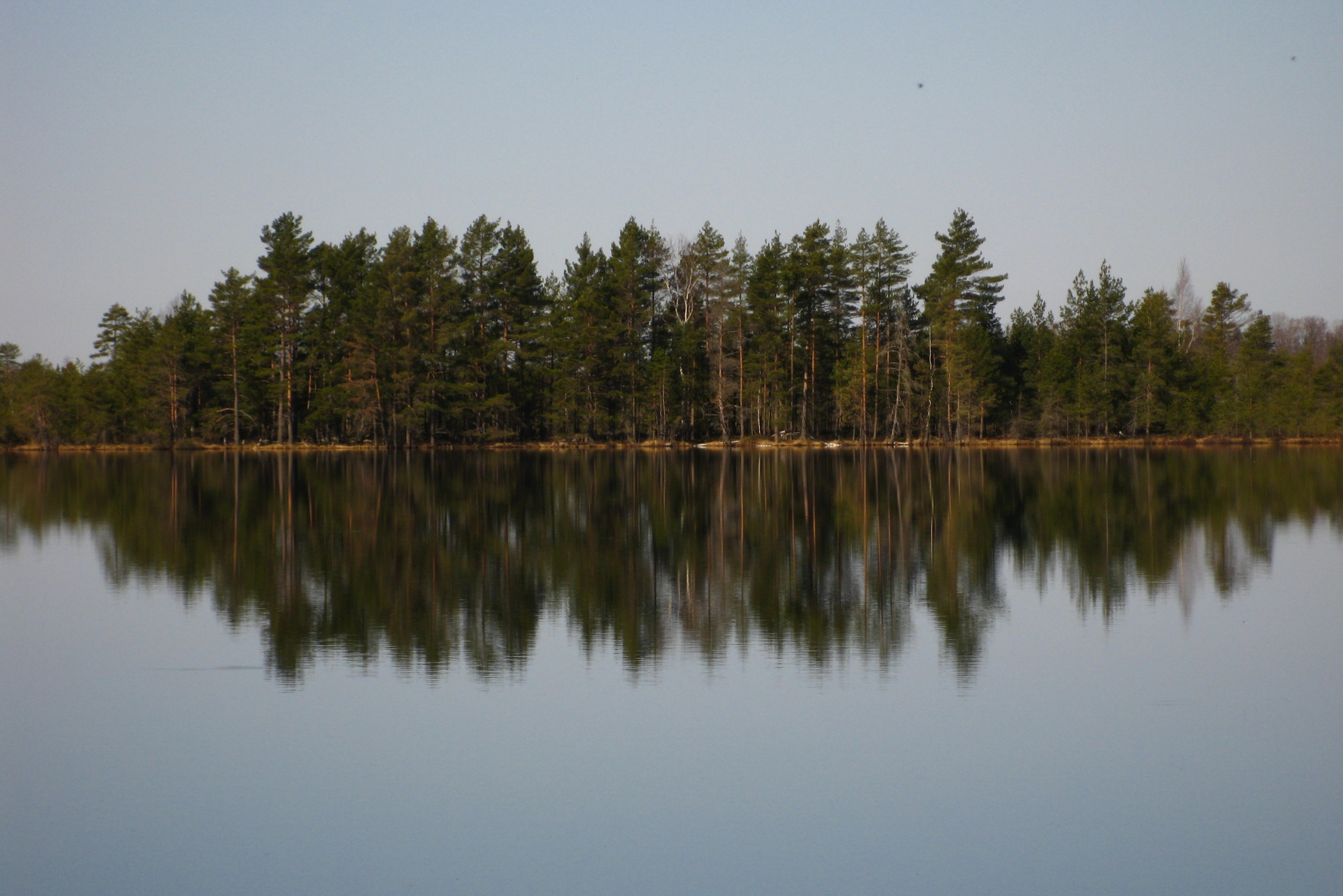
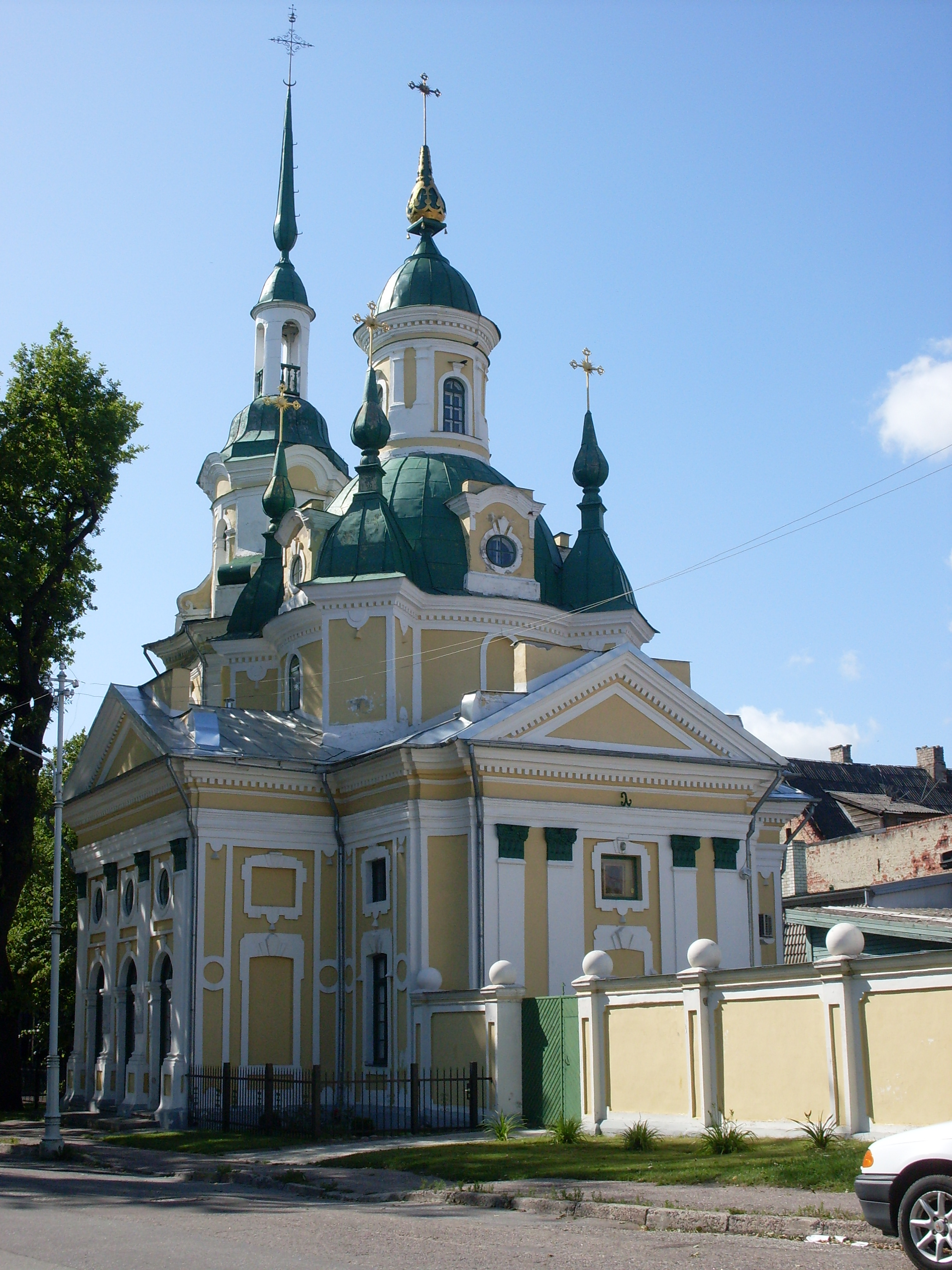
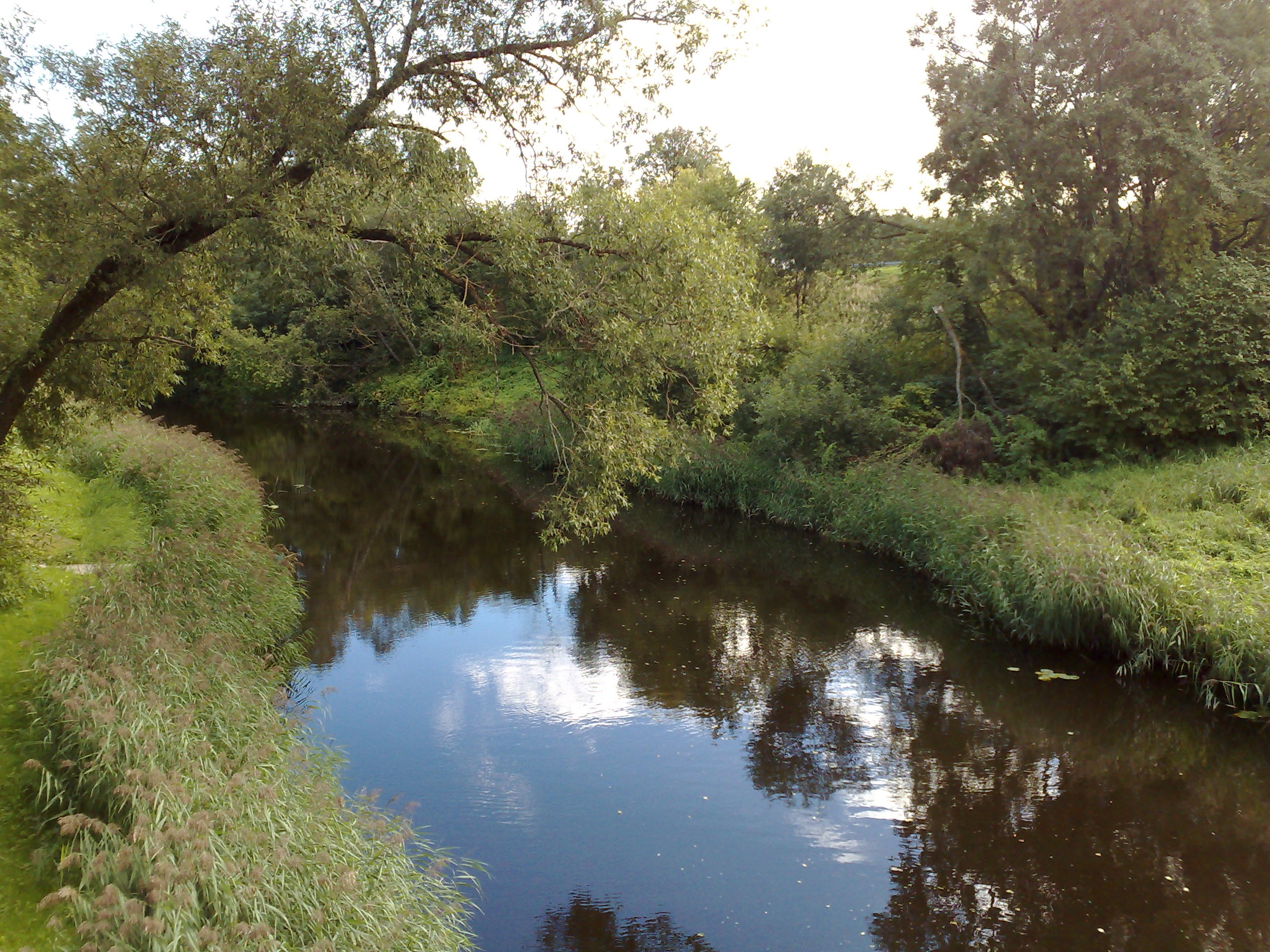

## شهرها
- پارنو
- سیندی

## شهرداری‌ها

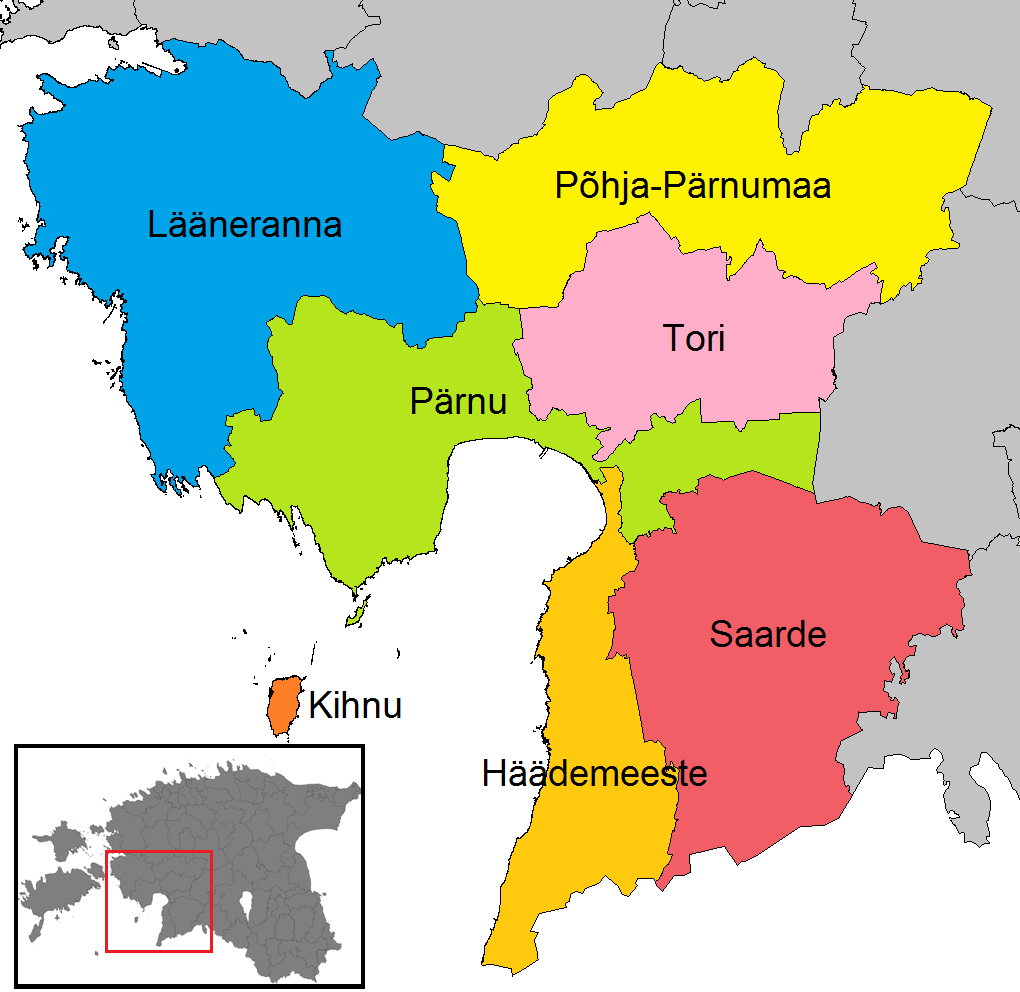
شهرداری‌های شهرستان پارنو (از ۲۰۱۷)

| رتبه | شهرداری               | نوع     | جمعیت (۲۰۱۸) | مساحت km2 | تراکم |
| ---- | --------------------- | ------- | ------------ | --------- | ----- |
| ۱    | دهستان هادمیست        | روستایی | ۴٬۹۸۵        | ۴۹۴       | ۱۰٫۱  |
| ۲    | دهستان کیهنو          | روستایی | ۷۰۲          | ۱۷        | ۴۱٫۳  |
| ۳    | Lääneranna Parish     | روستایی | ۵٬۴۹۴        | ۱٬۳۵۲     | ۴٫۱   |
| ۴    | Põhja-Pärnumaa Parish | روستایی | ۸٬۴۳۵        | ۱٬۰۱۳     | ۸٫۳   |
| ۵    | پارنو                 | شهری    | ۵۱٬۶۴۹       | ۸۵۵       | ۶۰٫۴  |
| ۶    | دهستان سارده          | روستایی | ۴٬۷۲۲        | ۱٬۰۶۵     | ۴٫۴   |
| 7    | دهستان توری           | روستایی | ۱۱٬۶۹۴       | ۶۱۱       | ۱۹٫۱  |